# 複合現実
複合現実（ふくごうげんじつ、英語: mixed reality、ミクスト・リアリティ、MR）とは、現実世界と仮想世界を複合・融合させ、相互にリアルタイムで影響し合う空間を構築する技術を指す言葉。エクステンデッド・リアリティ（XR）と呼ばれる先端技術の一つである。

右にいくほど仮想世界の度合いが高まる

複合現実（MR）では、拡張現実（AR）と仮想現実（VR）の中間的な体験ができる。拡張現実（AR）では現実世界にバーチャルな情報を重ねて表示し（スマートフォンなどを使用）、複合現実（MR）ではそのことに加えて、視線を動かすことやジェスチャーによりバーチャルな情報を操作することができる（ヘッドマウントディスプレイなどを使用）。これにより、現実空間で仮想の体験をすることが可能となる。

## 概要

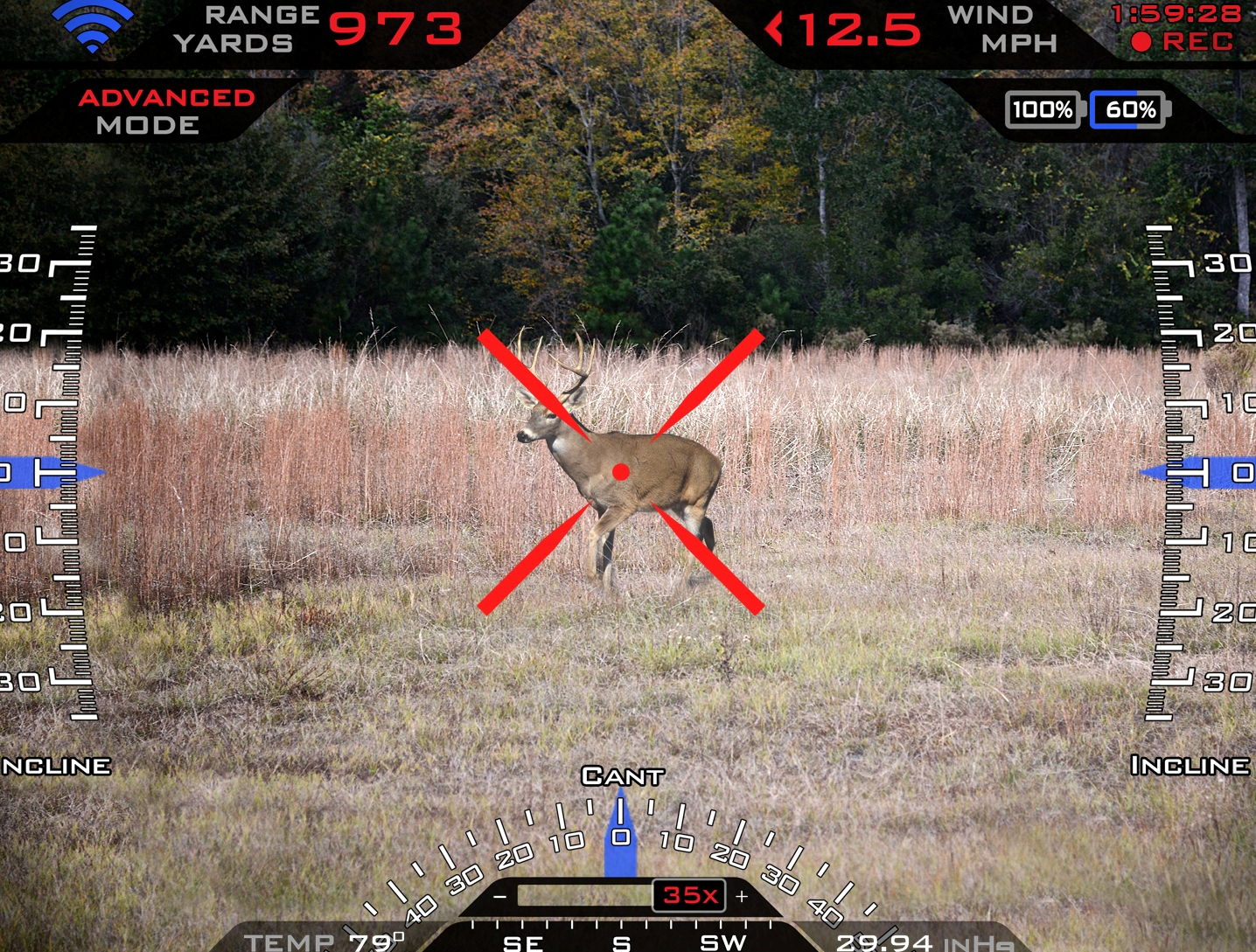
ヘッドアップディスプレイ

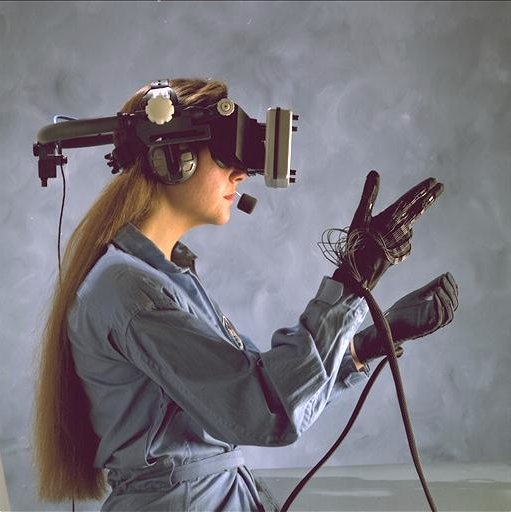
ヘッドマウントディスプレイ

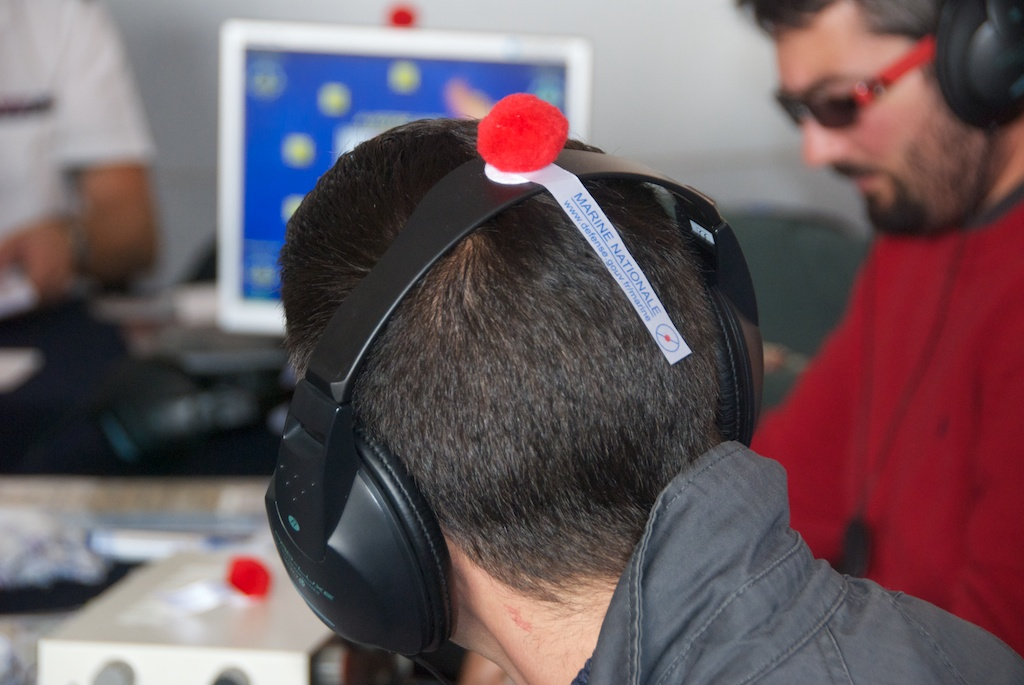
ヘッドフォン

現実性と仮想性の連続体の概念図。現実環境と仮想環境と、その中間の概念である複合現実が存在し、拡張現実と拡張仮想が内包されている。

複合現実（MR）とは専用のヘッドマウントディスプレイ（HMD）を用いることにより、仮想的な物体の実物が目の前にあるかのように映し出すことができる技術で、ディスプレイ内で現実の光景とデジタルコンテンツを重ねて表示した上で、デジタルコンテンツがあたかもその場に存在するかのような動きを実現させるものである。外部接続を必要としないスタンドアローン型のHMDにはコントローラーが存在せず、操作はハンドトラッキングと音声入力で行い、光学式カメラと深度センサーで周辺環境を認識して透過型ディスプレイを通して現実空間にコンテンツを重ねて表示する。
拡張現実（AR）をさらに発展させた新しい技術で、ARと似た概念にも見えるが似て非なるものである。ARが現実世界に仮想世界の情報を表示させて現実を"拡張"するのに対し、MRでは現実世界と仮想世界をより密接に"複合"していく。ARはあくまで現実世界に仮想世界を"重ねる"ものだが、MRは三次元の空間認識力を持っており、現実世界に空間情報を持つ仮想世界を"融合させる"ことができる。現実世界の情報に重ね合わせる形でデジタル情報を表示するところまでは同じだが、ARがスマートフォンのアプリなどを介して位置情報やマーカーに反応してコンテンツを表示するのに対し、MRではデバイスが複数のカメラやセンサーを駆使して空間情報を認識することで現実世界の形状や位置情報などを細かく算出して把握し、現実世界に空間情報を持った仮想世界を表出させることができる。バーチャルの3Dボールを壁に向かって投げた場合、ARだとすり抜けてしまうのに対し、MRでは、空間情報を持つため、ボールは跳ね返ってくる。また利用者の動きにシンクロさせて現実空間にデジタル映像をぴたりと重ね合わせることができるため、たとえば映し出された映像の周りを歩き回って後ろ側を確認したり、近づいて自由な角度から見たりすることも可能になる。そして現実世界に高解像度ホログラムなどさまざまな情報を3Dで投影し、それを操作したりタッチして情報を入力したりするようなこともできる。
VRは視界を覆う没入型のゴーグルを用いて完全にデジタル映像の世界に入り込むCGやビデオで構成された完全なバーチャル世界で、現実世界との連動がないという点がMRと異なる。似ている部分は、MRもHMDに似たデバイスを装着するという点と、デバイスを装着したユーザーの映像をスクリーン上で共有することができるという点である。
操作は視線入力やジェスチャーによるモーションコマンド、音声コマンドなどにより行う。
MR技術の活用例では、製品や装置・設備の3D CADデータをもとに、仮想空間で試作品を作る前に動作や状態を検証することができるシステムなどがある。また現実世界の装置の状態を3Dデータで再現して、専門家が遠隔地から検証や保守などに活用するというケースも出ている。MRによって将来的に大きく成長すると言われているのは、建設業や製造業、医療など、これまでリモートワークは不可能と考えられてきたデスクワーク以外の"現場仕事"である。たとえば、建設業では完成イメージの立体映像を実際の現場に重ねたり、現場の進捗状況を3Dカメラで記録して遠隔地から確認したりという技術が急速に普及している。さらにセンサーやHMDを駆使して、遠隔地からロボットを分身のように操作する「テレイグジスタンス」と呼ばれる応用例もある。宇宙空間など危険な場所での作業をロボットが肩代わりでき、生産性と安全性の面で期待される技術である。

## 歴史
MRの概念は1994年にカナダ・トロント大学のポール・ミルグラムらによって提唱された。
2015年1月にスマートグラスの「Microsoft HoloLens」が発表され、MRを実現する製品として初めて市場に流通したが、高額かつ高性能で、主に産業向けだった。
2020年8月、主に一般消費者向けとして開発されたスマートグラス「NrealLight」が発売された。
2023年10月にMeta Quest 3が、2024年2月（日本では6月）にはApple Vision Proが発売された。

## MRを扱った作品
映画『アイアンマン2』
映画『007 スカイフォール』
映画『マイノリティ・リポート』
テレビアニメ『電脳コイル』
コンピュータゲーム『マリオカート ライブ ホームサーキット』
小説『白銀少女戦記』